# Kotagahalli, Krishnarajpet
Kotagahalli là một làng thuộc tehsil Krishnarajpet, huyện Mandya, bang Karnataka, Ấn Độ.